# 제67회 프라임타임 에미상
제67회 프라임타임 에미상은 2015년 9월 20일에 열린 시상식이다.

## 수상 및 후보

### TV 드라마-남우주연상
- 매드맨 7 - 존 햄 수상
- 베터 콜 사울 시즌1 - 밥 오덴커크
- 블러드라인 시즌1 - 카일 챈들러
- 하우스 오브 카드 시즌3 - 케빈 스페이시
- 레이 도노반 시즌3 - 리브 슈라이버
- 뉴스룸 시즌3 - 제프 다니엘스

### TV 드라마-여우주연상
- 하우 투 겟 어웨이 위드 머더 시즌2 - 비올라 데이비스 수상
- 엠파이어 시즌1 - 타라지 P. 헨슨
- 홈랜드 시즌4 - 클레어 데인즈
- 하우스 오브 카드 시즌3 - 로빈 라이트
- 매드맨 7 - 엘리자베스 모스
- 오펀 블랙 시즌3 - 타티아나 마슬라니

### TV 코미디-남우주연상
- 트랜스패런트 - 제프리 탬버 수상
- 블랙키시 시즌1 - 안소니 앤더슨
- 에피소드 시즌3 - 맷 르블랑
- 하우스 오브 라이즈 시즌4 - 돈 치들
- 루이 4 - 루이스 C.K.
- 쉐임리스 시즌4 - 윌리암 H. 머시
- 더 라스트 맨 온 어스 시즌1 - 윌 포트

### TV 코미디-여우주연상
- VEEP 2 : 정치의 신 - 줄리아 루이스 드레이퍼스 수상
- 그레이스 앤 프랭키 - 릴리 톰린
- 인사이드 에이미 슈머 - 에이미 슈머
- 너스 재키 시즌5 - 에디 팔코
- 팍스 앤 레크리에이션 시즌7 - 에이미 포엘러
- 컴백 시즌2 - 리사 쿠드로

### TV 리미티드시리즈,영화-남우주연상
- 올리브 키터리지 - 리차드 젠킨스 수상
- 아메리칸 크라임 시즌1 - 티모시 허튼
- 데릭 시즌1 - 릭키 제바이스
- 후디니 - 애드리언 브로디
- 나이팅게일 - 데이빗 오예로워
- 울프 홀 - 마크 라이런스

### TV 리미티드시리즈,영화-여우주연상
- 올리브 키터리지 - 프란시스 맥도맨드 수상
- 아메리칸 크라임 시즌1 - 펠리시티 허프만
- 아메리칸 호러 스토리 시즌4 - 제시카 랭
- 베시 - 퀸 라티파
- Sweeney Todd: The Demon Barber Of Fleet Street (Live From Lincoln Center) - 엠마 톰슨
- 아너러블 우먼 - 매기 질렌할

### TV 드라마-남우조연상
- 왕좌의 게임 5 - 피터 딘클리지 수상
- 베터 콜 사울 시즌1 - 조나단 뱅스
- 블러드라인 시즌1 - 벤 멘델슨
- 다운튼 애비 시즌5 - 짐 카터
- 하우스 오브 카드 시즌2 - 마이클 켈리
- 굿 와이프 6 - 알란 커밍

### TV 드라마-여우조연상
- 오렌지 이즈 더 뉴 블랙 3 - 우조 압두바 수상
- 다운튼 애비 시즌5 - 조앤 프로갯
- 왕좌의 게임 5 - 레나 헤디
- 왕좌의 게임 5 - 에밀리아 클라크
- 매드맨 7 - 크리스티나 헨드릭스
- 굿 와이프 7 - 크리스틴 바란스키

### TV 드라마-게스트 남자 배우상
- 하우스 오브 카드 시즌2 - 레그 E. 캐시 수상
- 홈랜드 시즌4 - F. 머레이 아브라함
- 마스터즈 오브 섹스 - 보 브리지스
- 오렌지 이즈 더 뉴 블랙 2 - 파블로 쉬레이버
- 블랙리스트 시즌2 - 앨런 알다
- 굿 와이프 7 - 마이클 J. 폭스

### TV 드라마-게스트 여자 배우상
- 디 아메리칸즈 시즌3 - 마고 마틴데일 수상
- 왕좌의 게임 5 - 다이아나 리그
- 하우스 오브 카드 시즌2 - 레이첼 브로스나한
- 범죄의 재구성 - 시셀리 타이슨
- 마스터즈 오브 섹스 - 앨리슨 제니
- 스캔들 4 - 칸디 알렉산더

### TV 코미디-남우조연상
- VEEP 2 : 정치의 신 - 토니 헤일 수상
- 브룩클린 나인-나인 시즌3 - 안드레 브라우퍼
- 걸스 시즌3 - 아담 드라이버
- 키 앤 필 시즌4 - 키건 마이클 키
- 모던 패밀리 6 - 타이 버렐
- 언브레이커블 키미 슈미트 시즌1 - Tituss Burgess

### TV 코미디-여우조연상
- 맘 시즌2 - 앨리슨 제니 수상
- 게팅 온 시즌2 - 니시 내쉬
- 모던 패밀리 6 - 줄리 보웬
- 새터데이 나잇 라이브 - 케이트 맥키넌
- 빅뱅이론 8 - 마임 비아릭
- 트랜스패런트 - 가비 호프만
- 언브레이커블 키미 슈미트 시즌1 - 제인 크라코스키
- VEEP 2 : 정치의 신 - 안나 클럼스키

### TV 코미디-게스트 남자 배우상
- 트랜스패런트 - 브래드리 휘트포드 수상
- 인사이드 에이미 슈머 - 폴 지아마티
- 새터데이 나잇 라이브 - 빌 헤이더
- 새터데이 나잇 라이브 - 루이스 C.K.
- 코미디언스 - 멜 브룩스
- 언브레이커블 키미 슈미트 시즌1 - 존 햄

### TV 코미디-게스트 여자 배우상
- 쉐임리스 시즌4 - 조안 쿠삭 수상
- 걸스 시즌4 - 가비 호프만
- 루이 4 - 파멜라 애들론
- 모던 패밀리 7 - 엘리자베스 뱅크스
- 빅뱅이론 8 - 크리스틴 바란스키
- 언브레이커블 키미 슈미트 시즌1 - 티나 페이

### TV 리미티드시리즈,영화-남우조연상
- 올리브 키터리지 - 빌 머레이 수상
- 아메리칸 크라임 시즌1 - 리처드 카브랄
- 아메리칸 호러 스토리 시즌4 - 데니스 오헤어
- 아메리칸 호러 스토리 시즌4 - 핀 위트록
- 베시 - 마이클 K. 윌리엄즈
- 울프 홀 - 데미안 루이스

### TV 리미티드시리즈,영화-여우조연상
- 아메리칸 크라임 시즌1 - 레지나 킹 수상
- 아메리칸 호러 스토리 시즌4 - 사라 폴슨
- 아메리칸 호러 스토리 시즌4 - 안젤라 바셋
- 아메리칸 호러 스토리 시즌4 - 케시 베이츠
- 베시 - 모니크
- 올리브 키터리지 - 조 카잔

### TV 드라마-감독상
- 왕좌의 게임 5 - 데이빗 너터 수상
- 보드워크 엠파이어 5 - 티모시 밴 패튼
- 왕좌의 게임 5 - 제레미 포데스와
- 홈랜드 시즌4 - 레슬리 링카 글래터
- 더 닉 - 스티븐 소더버그

### TV 드라마-각본상
- 왕좌의 게임 5 - 데이비드 베니오프 외1명 수상
- 베터 콜 사울 시즌1 - Gordon Smith
- 매드맨 7 - 세미 첼라스 외1명
- 매드맨 7 - 매튜 웨이너
- 디 아메리칸즈 시즌3 - 조슈아 브랜드

### TV 코미디-감독상
- 트랜스패런트 - 질 솔로웨이 수상
- 루이 4 - 루이스 C.K.
- 실리콘 밸리 시즌2 - 마이크 저지
- 더 라스트 맨 온 어스 시즌1 - 필 로드 외1명
- VEEP 4 - 아만도 이아누치

### TV 코미디-각본상
- VEEP 4 - 사이먼 블랙웰 외2명 수상
- 에피소드 시즌3 - 데이빗 크레인 외1명
- 루이 4 - 루이스 C.K.
- 실리콘 밸리 시즌2 - 알렉 버그
- 더 라스트 맨 온 어스 시즌1 - 윌 포트
- 트랜스패런트 - 질 솔로웨이

### TV 버라이어티 시리즈-감독상
- 더 데일리 쇼 위드 존 스튜어트 - 척 오닐 수상
- 인사이드 에이미 슈머 - 에이미 슈머 외1명
- 레이트 쇼 위드 데이비드 레터맨 - 제리 폴리
- 콜버트 리포트 - 짐 호스킨슨
- The Tonight Show Starring Jimmy Fallon - Dave Diomedi

### TV 버라이어티 시리즈-각본상
- 더 데일리 쇼 위드 존 스튜어트 - 엘리어트 캐런 외14명 수상
- 인사이드 에이미 슈머 - 제시 클레인 외9명
- 키 앤 필 시즌4 - 제이 마르텔 외9명
- Last Week Tonight With John Oliver - 팀 카벨 외10명
- 콜버트 리포트 - 오퍼스 모레쉬 외15명

### TV 버라이어티 스페셜-감독상
- The Saturday Night Live 40th Anniversary Special - 돈 로이 킹 수상
- 68th Annual Tony Awards - 글렌 웨이스
- Annie Lennox: Nostalgia Live In Concert - Natalie Johns
- 케네디 센터 아너스 - 루이스 J. 호빗츠
- The Oscars - 해미쉬 해밀턴

### TV 버라이어티 스페셜-각본상
- Louis C.K.: Live At The Comedy Store - 루이스 C.K. 수상
- Key & Peele Super Bowl Special - 키건 마이클 키 외3명
- Mel Brooks Live At The Geffen - 멜 브룩스
- The 72nd Annual Golden Globe Awards - 베리 애델만 외11명
- The Saturday Night Live 40th Anniversary Special - 프레드 아미센 외22명

### TV 리미티드시리즈,영화-감독상
- 올리브 키터리지 - 리사 촐로덴코 수상
- 아메리칸 호러 스토리 시즌4 - 라이언 머피
- 베시 - 디 리스
- 후디니 - 울리히 에델
- 아너러블 우먼 - 휴고 브릭
- The Missing - 톰 샹클랜드
- 울프 홀 - 피터 코스민스키

### TV 리미티드시리즈,영화-각본상
- 올리브 키터리지 - 제인 앤더슨 수상
- 아메리칸 크라임 시즌1 - 존 리들리
- 베시 - 디 리스 외3명
- 헬로 레이디스: 더 무비 - 스티븐 머천트
- 아너러블 우먼 - 휴고 브릭
- 울프 홀 - 피터 스트로갠

### TV 드라마-최우수작품상
- 왕좌의 게임 5 - HBO 수상
- 베터 콜 사울 시즌1 - AMC
- 다운튼 애비 시즌5 - PBS
- 홈랜드 시즌4 - Showtime
- 하우스 오브 카드 시즌3 - Netflix
- 매드맨 7 - AMC
- 오렌지 이즈 더 뉴 블랙 3 - Netflix

### TV 코미디-최우수작품상
- VEEP 4 - HBO 수상
- 루이 4 - FX Networks
- 모던 패밀리 6 - ABC
- 팍스 앤 레크리에이션 시즌7 - NBC
- 실리콘 밸리 시즌2 - HBO
- 트랜스패런트 - Amazon Instant Video
- 언브레이커블 키미 슈미트 시즌1 - Netflix

### TV 리미티드시리즈-최우수작품상
- 올리브 키터리지 - HBO 수상
- 아메리칸 크라임 시즌1 - ABC
- 아메리칸 호러 스토리 시즌4 - FX Networks
- 아너러블 우먼 - SundanceTV
- 울프 홀 - PBS

### TV 영화-최우수작품상
- 베시 - HBO 수상
- Agatha Christie's Poirot: Curtain, Poirot's Last Case - Acorn TV
- 그레이스 오브 모나코 - Lifetime
- 헬로 레이디스: 더 무비 - HBO
- 킬링 지저스 - National Geographic Channel
- 나이팅게일 - HBO

### TV 버라이어티 토크-최우수작품상
- 더 데일리 쇼 위드 존 스튜어트 - Comedy Central 수상
- 지미 키멜 라이브! - ABC
- Last Week Tonight With John Oliver - HBO
- 레이트 쇼 위드 데이비드 레터맨 - CBS
- 콜버트 리포트 - Comedy Central
- The Tonight Show Starring Jimmy Fallon - NBC

### TV 버라이어티 스케치-최우수작품상
- 인사이드 에이미 슈머 - Comedy Central 수상
- Drunk History - Comedy Central
- 키 앤 필 시즌4 - Comedy Central
- 포틀랜디아 시즌5 - IFC
- 새터데이 나잇 라이브 - NBC

### TV Outstanding Host for a Reality or Reality-Competition Program
- 헐리우드 게임 나잇 - 제인 린치 수상
- 스타와 춤을 - 톰 버거론
- 프로젝트 런웨이 - 하이디 클룸 외1명
- 유캔댄스 - 캣 딜리
- 더 테이스트 - 안소니 부르뎅

### TV 만화영화-최우수작품상
- 담장 너머 - Cartoon Network 수상
- 아처 - FX Networks
- 밥스 버거스 - FOX
- 사우스 파크 - TV 시리즈 - Comedy Central
- 심슨 가족 - FOX

### TV 단편만화영화-최우수작품상
- Adventure Time - Cartoon Network 수상
- 미키마우스 - Disney Channel
- 레귤러 쇼 - Cartoon Network
- 로봇 치킨 - 시리즈 - Adult Swim
- Steven Universe - Cartoon Network
- Wander Over Yonder - Disney XD

### TV 버라이어티 스페셜-최우수작품상
- The Saturday Night Live 40th Anniversary Special - NBC 수상
- Bill Maher: Live From D.C. - HBO
- Louis C.K.: Live At The Comedy Store - LouisCK.net
- Mel Brooks Live At The Geffen - HBO
- 케네디 센터 아너스 - CBS
- Tony Bennett & Lady Gaga: Cheek To Cheek LIVE! - PBS

### TV 어린이 프로그램-최우수작품상
- Alan Alda and the Actor Within You: A YoungArts Masterclass - HBO 수상
- Degrassi - Nickelodeon
- Dog With A Blog - Disney Channel
- 걸 미츠 월드 시즌2 - Disney Channel
- Nick News With Linda Ellerbee: Coming Out - Nickelodeon

### TV 스트럭쳐 리얼리티 프로그램-최우수작품상
- 샤크 탱크 - ABC 수상
- 앤틱 로드쇼 - PBS
- 디너스, 드라이브-인스 앤 다이브스 - Food Network
- 호기심 해결사 - Discovery Channel
- Property Brothers - HGTV
- 언더커버 보스 시즌4 - CBS

### TV 언스트럭쳐 리얼리티 프로그램-최우수작품상
- Deadliest Catch - Discovery Channel 수상
- Alaska: The Last Frontier - Discovery Channel
- 인터벤션 - A&E
- Million Dollar Listing New York - Bravo
- Naked And Afraid - Discovery Channel
- Wahlburgers - A&E

### TV 리얼리티 경쟁 프로그램-최우수작품상
- 더 보이스 - NBC 수상
- 스타와 춤을 - ABC
- 프로젝트 런웨이 - Lifetime
- 유캔댄스 - FOX
- 어메이징 레이스 - CBS
- 탑 쉐프 - Bravo

### TV 우수 다큐멘터리 필름메이킹
- 시티즌포 - 로라 포이트러스 수상
- 핫 걸스 원티드 - 질 바우어 외2명
- 더 그레이트 인비저블 - 마가렛 브라운 외2명

### TV 최우수 안무상
- 스타와 춤을 - 데릭 허프 외2명 수상
- 스타와 춤을 - Witney Carson
- 유캔댄스 - Travis Wall
- 유캔댄스 - Sonya Tayeh
- 유캔댄스 - 스펜서 리프